# Allodaposuchus
Allodaposuchus este o specie de crocodil preistoric ce a trăit în România în perioada Cretacic, pe atunci fiind o insulă în Oceanul Thetys, Marea Mediterană în zilele în prezent. Cel mai lung specimen din acest gen a fost de circa 3 m lungime.